# Reinado Nacional del Café 2013
El Reinado Nacional del Café realizó su 31.a edición el 30 de junio de 2013 en Calarcá, Quindío. En la velada de elección y coronación, la Reina Nacional del Café 2012, Claudy Jessy Blandón Romaña, entregó la corona a su sucesora, la Señorita Risaralda, Estefanía Muñoz Jaramillo.
Estefanía representó a Colombia en el Reinado Internacional del Café 2014, realizado en Manizales, Caldas, clasificando como Virreina.

## Resultados
| Título                          | Candidata                                                     |
| ------------------------------- | ------------------------------------------------------------- |
| Reina Nacional del Café 2013    | - Estefanía Muñoz Jaramillo Señorita Risaralda                |
| Virreina Nacional del Café 2013 | - Paula Andrea González García Señorita Quindio               |
| Primera Princesa                | - Gladys del Carmen Cano Chacón Señorita Cartagena, D.T. y C. |
| Segunda Princesa                | - Luisa María Giraldo Castillo Señorita Antioquia             |
| Tercera Princesa                | - Paula Andrea Castro Palomo Señorita Córdoba                 |

## Candidatas
18 candidatas participaron en la versión 2013 del Reinado Nacional del Café.
| Candidata                     | Nombre                               | Edad | Estatura | Medidas  | Procedencia          |
| ----------------------------- | ------------------------------------ | ---- | -------- | -------- | -------------------- |
| Señorita Antioquia            | Luisa María Giraldo Castillo         | 20   | 1.62     | 90-60-90 | Medellín             |
| Señorita Arauca               | Mónica Shirley Espitia Benítez       | 22   | 1.67     | 85-63-86 | Tame                 |
| Señorita Atlántico            | Vanessa Estefanía Badillo Marín      | 22   | 1.70     | 88-62-92 | Barranquilla         |
| Señorita Bogotá D. C.         | María Angélica Forero Corredor       | 24   | 1.60     | 89-60-90 | Bogotá               |
| Señorita Bolívar              | Katherín Álvarez Bello               | 19   | 1.61     | 90-60-90 | Cartagena de Indias  |
| Señorita Cartagena, D.T. y C. | Gladys del Carmen Cano Chacón        | 20   | 1.73     | 87-60-90 | Cartagena de Indias  |
| Señorita Cauca                | Carmen Lucía Ortiz Ruiz              | 21   | 1.67     | 85-60-88 | Almaguer             |
| Señorita Chocó                | Martha Isabel Torres Manyoma         | 19   | 1.67     | 89-60-90 | Mutatá               |
| Señorita Córdoba              | Paula Andrea Castro Palomo           | 23   | 1.72     | 90-60-91 | Montería             |
| Señorita Cundinamarca         | Angie Tatiana Fernández Martínez     | 23   | 1.74     | 92-62-92 | Bogotá               |
| Señorita Magdalena            | Patricia Divida de Leon Santodomingo | 21   | 1.72     | 85-63-92 | Cerro de San Antonio |
| Señorita Meta                 | Adriana Rocío Bustos Osorio          | 23   | 1.74     |          | San Juan de Arama    |
| Señorita Norte de Santander   | Jenny Paola Hernández Galvis         | 18   | 1.64     | 92-63-92 | Cúcuta               |
| Señorita Quindío              | Paula Andrea González García         | 22   | 1.70     | 94-63-94 | Calarca              |
| Señorita Risaralda            | Estefanía Muñoz Jaramillo            | 19   | 1.76     | 90-61-92 | Medellín             |
| Señorita Santander            | Linda Gisselle Suárez Villamizar     | 25   | 1.70     | 89-60-89 | Bucaramanga          |
| Señorita Tolima               | Alejandra Rubio Cleves               | 21   | 1.70     | 91-66-91 | Ibagué               |
| Señorita Valle                | Lorena Collazos Muriel               | 20   | 1.60     | 79-61-90 | Guacarí              |